# 梁卓長
梁卓長，（英語：Leung Cheuk Cheung）退役香港足球運動員，曾效力南華、星島、愉園、天水圍飛馬。持有亞洲足球協會C級教練牌照及亞洲足球協會守門員教練牌照，現為香港超級聯賽球會元朗足球隊守門員教練。2014年起工餘時間協助由前港甲守門員潘廣德開辦之亞洲守門員訓練中心為守門員教練教導小朋友及青少年等守門技巧。

## 榮譽
- 香港甲組足球聯賽：1990-91,1992-93,2000-01, 2002-03, 2005-06
- 高級組銀牌賽：1989-90,1994-95,1995-96,2003-04,2008-09
- 聯賽盃：2005-06, 2006-07
- 足總盃：1980-81,1983-84,1986-87,1994-95,1999-00,2001-02,2003-04,2009-10
- 香港盃：1984-85,1990-91,1992-93,1999-00,2003-04,2004-05,2007-08,2010-11

## 個人生活
梁卓長於2019年反送中運動其間，因政見與他人打鬥。